# Dolnja Prekopa
Dolnja Prekopa je naselje v Občini Kostanjevica na Krki.